# 조준우
조준우(1978년 10월 28일~)는 대한민국의 희극 배우이다.

## 출연작

### 방송
- 개그콘서트(KBS)
- 개그야(MBC)
- 웃찾사(SBS)
- 복수노트 2(XtvN) - (특별출연)

### 영화
- 옹알스(2019년)
- 여타짜(2021년) - 옐로하우스 손님 역